# Сент-Онорин-де-Дюси
Сент-Онори́н-де-Дюси́ (фр. Sainte-Honorine-de-Ducy) — коммуна во Франции, находится в регионе Нижняя Нормандия. Департамент коммуны — Кальвадос. Входит в состав кантона Комон-л’Эванте. Округ коммуны — Байё.
Код INSEE коммуны — 14590.

## Население
Население коммуны на 2010 год составляло 133 человека.
| 1962 | 1968 | 1975 | 1982 | 1990 | 1999 | 2010 |
| ---- | ---- | ---- | ---- | ---- | ---- | ---- |
| 194  | 158  | 128  | 117  | 113  | 116  | 133  |

## Экономика
В 2010 году среди 82 человек трудоспособного возраста (15—64 лет) 64 были экономически активными, 18 — неактивными (показатель активности — 78,0 %, в 1999 году было 75,0 %). Из 64 активных жителей работали 59 человек (35 мужчин и 24 женщины), безработных было 5 (2 мужчин и 3 женщины). Среди 18 неактивных 10 человек были учениками или студентами, 5 — пенсионерами, 3 были неактивными по другим причинам.